# Thibaudia fallax
Thibaudia fallax är en ljungväxtart som beskrevs av A. C. Smith. Thibaudia fallax ingår i släktet Thibaudia och familjen ljungväxter. Inga underarter finns listade i Catalogue of Life.